# صديقتي السابقة بطلة خارقة
صديقتي السابقة بطلة خارقة (بالإنجليزية: My Super Ex-Girlfriend)‏ هو فيلم كوميدي درامي أمريكي تم إصداره عام 2006 من إخراج إيفان ريتمان و بطولة لوك ويلسون ، وأوما ثورمان

## ملخص قصة
بعد إحباط خاطف يحاول سرقة محفظة جيني جونسون (أوما ثورمان) في مترو الأنفاق. يقوم رجل عادي بإهمال امرأة خارقة كانت بحاجة إليه بعد أن جمعتهما قصة حب، تستخدم قواها لجعل حياته جحيمًا لا يطاق.

## روابط خارجية
صديقتي السابقة بطلة خارقة على موقع IMDb (الإنجليزية)
- صديقتي السابقة بطلة خارقة على موقع ميتاكريتيك (الإنجليزية)
- صديقتي السابقة بطلة خارقة على موقع روتن توميتوز (الإنجليزية)
- صديقتي السابقة بطلة خارقة على موقع نتفليكس (الإنجليزية)
- صديقتي السابقة بطلة خارقة على موقع قاعدة بيانات الأفلام العربية
- صديقتي السابقة بطلة خارقة على موقع ألو سيني (الفرنسية)
- صديقتي السابقة بطلة خارقة على موقع Turner Classic Movies (الإنجليزية)
- صديقتي السابقة بطلة خارقة على موقع أول موفي (الإنجليزية)
- صديقتي السابقة بطلة خارقة على موقع بوكس أوفيس موجو (الإنجليزية)
- صديقتي السابقة بطلة خارقة على موقع فيلمافينيتي (الإسبانية)